# Genoa Open Challenger
Il Genoa Open Challenger, noto come AON Open Challenger - Memorial Giorgio Messina, è un torneo di tennis professionistico maschile che si tiene dal 2003 annualmente a Genova, in Italia, nel mese di settembre. L'evento fa parte dell'ATP Challenger Tour, è giocato sui campi in terra rossa all'aperto di Valletta Cambiaso nel quartiere di Albaro.

## Storia
Inaugurato nel 2003, segna il ritorno del grande tennis a Genova dopo l'ultima edizione dell'ATP di Genova disputata nel 1993. Il torneo è cresciuto di anno in anno in quanto a montepremi e livello tecnico dei giocatori.
Per l'edizione del 2009, la prima con un montepremi di 85 mila dollari +H, il torneo prende il nome sponsorizzato AON Open Challenger Memorial Giorgio Messina e viene vinto da Alberto Martín che supera in finale Carlos Berlocq, autore di una straordinaria cavalcata partendo dalle qualificazioni.
L'edizione del 2016 ha un montepremi 106 mila dollari e circa 24 mila spettatori e vede scendere in campo giocatori di altissimo livello, tra i quali gli ex top 10 Tommy Robredo e Nicolás Almagro e il vincitore Jerzy Janowicz, ex numero 14 al mondo e semifinalista al Torneo di Wimbledon 2013.
Nel 2017 gli organizzatori daranno una wild card al giovane talento Stefanos Tsitsipas che vincerà il torneo battendo in finale Guillermo García López. Il successo rappresenta un trampolino di lancio per la carriera del tennista greco, che guadagna 41 posizioni nel ranking mondiale, sale alla 120ª e sei settimane dopo entra per la prima volta nella top 100 mondiale.
Nel 2018 Lorenzo Sonego è il vincitore della sedicesima edizione e ripete il successo nel 2019 battendo in finale in tre set Alejandro Davidovich Fokina.
La direzione del torneo è successivamente affidata a Sergio Palmieri, nome illustre del tennis internazionale, direttore organizzativo della Federazione Italiana Tennis (FIT), direttore degli Internazionali d’Italia e coordinatore del settore tecnico della FIT con l'incarico di organizzare tutti gli incontri di Coppa Davis e Fed Cup disputati in Italia. Nel corso degli anni, il torneo ha superato il tetto delle 25 mila presenze nell’arco della settimana.
Nel 2020 e nel 2021 il torneo non si disputa a causa delle restrizioni per la pandemia di COVID-19.
Dopo la pausa per la pandemia, una nuova edizione del torneo viene organizzata a settembre 2022, in concomitanza con il Salone nautico di Genova.

## Albo d'oro

### Singolare
| Anno       | Campione                                         | Finalista                                        | Risultato                                        |
| ---------- | ------------------------------------------------ | ------------------------------------------------ | ------------------------------------------------ |
| 2024       | Francesco Passaro                                | Jaume Munar                                      | 7–5, 6–3                                         |
| 2023       | Thiago Seyboth Wild                              | Fabio Fognini                                    | 6–2, 7–6(3)                                      |
| 2022       | Thiago Monteiro                                  | Andrea Pellegrino                                | 6–1, 7–6(2)                                      |
| 2021- 2020 | Non disputato a causa della pandemia di COVID-19 | Non disputato a causa della pandemia di COVID-19 | Non disputato a causa della pandemia di COVID-19 |
| 2019       | Lorenzo Sonego (2)                               | Alejandro Davidovich Fokina                      | 6–2, 4–6, 7–6(6)                                 |
| 2018       | Lorenzo Sonego (1)                               | Dustin Brown                                     | 6–2, 6–1                                         |
| 2017       | Stefanos Tsitsipas                               | Guillermo García López                           | 7–5, 7–6(2)                                      |
| 2016       | Jerzy Janowicz                                   | Nicolás Almagro                                  | 7–6(5), 6–4                                      |
| 2015       | Nicolás Almagro                                  | Marco Cecchinato                                 | 6(1)–7, 6–1, 6–4                                 |
| 2014       | Albert Ramos Viñolas                             | Mate Delić                                       | 6–1, 7–5                                         |
| 2013       | Dustin Brown                                     | Filippo Volandri                                 | 7–6(5), 6–3                                      |
| 2012       | Albert Montañés                                  | Tommy Robredo                                    | 6–4, 6–1                                         |
| 2011       | Martin Kližan                                    | Leonardo Mayer                                   | 6–3, 6–1                                         |
| 2010       | Fabio Fognini (2)                                | Potito Starace                                   | 6–4, 6–1                                         |
| 2009       | Alberto Martín                                   | Carlos Berlocq                                   | 6–3, 6–3                                         |
| 2008       | Fabio Fognini (1)                                | Gianluca Naso                                    | 6–4, 6–3                                         |
| 2007       | Flavio Cipolla                                   | Gianluca Naso                                    | 6–2, 6(4)–7, 7–5                                 |
| 2006       | Gorka Fraile                                     | Potito Starace                                   | 6–4, 3–6, 6–4                                    |
| 2005       | Potito Starace                                   | Flavio Cipolla                                   | 6–3, 7–6(3)                                      |
| 2004       | Juan Antonio Marín                               | Edgardo Massa                                    | 7–5, 6–4                                         |
| 2003       | Óscar Hernández                                  | Vincenzo Santopadre                              | 6–2, 6–2                                         |

### Doppio
| Anno       | Campioni                                         | Finalisti                                        | Risultato                                        |
| ---------- | ------------------------------------------------ | ------------------------------------------------ | ------------------------------------------------ |
| 2024       | Benjamin Hassan David Vega Hernández             | Romain Arneodo Théo Arribagé                     | 6–4, 7–5                                         |
| 2023       | Giovanni Oradini Lorenzo Rottoli                 | Ivan Sabanov Matej Sabanov                       | 6–4, 6–3                                         |
| 2022       | Dustin Brown (2) Andrea Vavassori                | Roman Jebavý Adam Pavlásek                       | 6–2, 6–2                                         |
| 2021- 2020 | Non disputato a causa della pandemia di COVID-19 | Non disputato a causa della pandemia di COVID-19 | Non disputato a causa della pandemia di COVID-19 |
| 2019       | Ariel Behar Gonzalo Escobar                      | Guido Andreozzi Andrés Molteni                   | 3–6, 6–4, [10–3]                                 |
| 2018       | Kevin Krawietz Andreas Mies                      | Martin Kližan Ariel Behar                        | 6–2, 3–6, [10–2]                                 |
| 2017       | Tim Pütz Jan-Lennard Struff                      | Guido Andreozzi Ariel Behar                      | 7–6(5), 7–6(8)                                   |
| 2016       | Julio Peralta Horacio Zeballos (3)               | Aljaksandr Bury Andrėj Vasileŭski                | 6–4, 6–3                                         |
| 2015       | Guillermo Durán Horacio Zeballos (2)             | Andrea Arnaboldi Alessandro Giannessi            | 7–5, 6–4                                         |
| 2014       | Daniele Bracciali (4) Potito Starace             | Frank Moser Alex Satschko                        | 6–3, 6–4                                         |
| 2013       | Daniele Bracciali (3) Oliver Marach              | Marin Draganja Mate Pavić                        | 6–3, 2–6, [11–9]                                 |
| 2012       | Andre Begemann (2) Martin Emmrich                | Dominik Meffert Philipp Oswald                   | 6–3, 6–1                                         |
| 2011       | Dustin Brown (1) Horacio Zeballos (1)            | Jordan Kerr Travis Parrott                       | 6–2, 7–5                                         |
| 2010       | Andre Begemann (1) Martin Emmrich                | Brian Battistone Andreas Siljeström              | 1–6, 7–6(3), [10–7]                              |
| 2009       | Daniele Bracciali (2) Alessandro Motti           | Harel Levy Amir Hadad                            | 6–4, 6–2                                         |
| 2008       | Gianluca Naso Walter Trusendi                    | Stefano Galvani Domenico Vicini                  | 6–2, 7–6(2)                                      |
| 2007       | Daniele Giorgini Simone Vagnozzi                 | Simone Bolelli Flavio Cipolla                    | 6–3, 6–1                                         |
| 2006       | Adriano Biasella Marcelo Charpentier             | Jamie Delgado Jamie Murray                       | 6–4, 4–6, [13–11]                                |
| 2005       | Leonardo Azzaro Sergio Roitman                   | Marco Pedrini Andrea Stoppini                    | 6–1, 6–4                                         |
| 2004       | Emilio Benfele Álvarez Álex López Morón          | Massimo Bertolini Tom Vanhoudt                   | 6–3, 6–4                                         |
| 2003       | Daniele Bracciali (1) Vincenzo Santopadre        | Daniele Giorgini Potito Starace                  | 6–3, 6–2                                         |